# Le Quart d'heure américain
Pour plus de détails, voir Fiche technique et Distribution.
Le Quart d'heure américain est un film français réalisé par Philippe Galland sorti en 1982.

## Synopsis
Ferdinand (Gérard Jugnot), « laissé-pour-compte » et chômeur de longue durée habitant dans un taudis de la banlieue parisienne, rencontre par hasard Bonnie (Anémone) sur une route, lors d'un jeu radiophonique itinérant dont elle est l'une des animatrices vedettes, sur la grande radio parisienne (fictive) « Radio 1 ». 
Sélectionné pour le jeu, dans l'euphorie, il panique et fait une sortie de route au volant de sa Peugeot 404 break. Complètement sonné, Ferdinand est interpellé par Bonnie afin de participer à son jeu auquel il ne gagnera qu'une modeste enveloppe d'argent. Se sentant responsable de l'accident puis abandonnée sur place par ses collègues, Bonnie décide d'aider Ferdinand à repartir avec sa voiture. Elle apprend sur le chemin qu'il ne supporte plus ses conditions d'existence, préférant fuir Paris pour une destination lointaine afin d'y refaire sa vie.
Par grandeur d'âme et par pitié, Bonnie invite Ferdinand chez elle. Ce dernier, très touché par la générosité de Bonnie, devient entreprenant et Bonnie finit par céder. 
À la grande surprise de celle-ci, Ferdinand s'avère être un excellent amant. Cette situation la met très mal l'aise, compte tenu du manque d'attirance physique qu'elle éprouve pour Ferdinand et du niveau social désastreux de ce dernier, parfaitement incompatible avec les fréquentations branchées de son milieu radiophonique parisien. Malgré cette opposition et ce décalage, Bonnie n'arrivera pas à se détacher de Ferdinand…

## Fiche technique
- Réalisation, scénario, dialogues : Philippe Galland
- Directeur de production : Jacques Juranville
- Producteur : Norbert Saada
- Affiche Philippe Lemoine
- Pays :  France
- Langue : français
- Genre : comédie
- Durée : 87 minutes
- Date de sortie : 3 novembre 1982

## Distribution

### Têtes d'affiche
- Gérard Jugnot : Ferdinand
- Anémone : Bonnie
- Martin Lamotte : Joël
- Jean-Pierre Bisson : Patrice
- Michèle Moretti : Sophie
- Brigitte Catillon : Léa
- Brigitte Roüan : Marjolaine
- Michel Dussarat : Paul
- Nathalie Guérin : Minou
- Jean-François Balmer : François-Albert (mention avec la participation de)

### Générique de fin
- Pierre Lescure : Bruno Estier, le présentateur du journal
- Véronique Barrault : la secrétaire
- Diane Bellego : l'attachée de presse (créditée Évelyne Bellego)
- Franck-Olivier Bonnet : la bête
- François Borysse : le maître d'hôtel
- Philippe Brigaud : René Tardy
- Geoffrey Carey : l'homme aux lunettes
- Michel Cassagne : Geoffrey, l'homme au fusil
- André Chaumeau : l'usager qui veut téléphoner
- Jean-François Held : Raymond
- Bruno Moynot : le réalisateur
- Marcel Philippot : le client
- Émilio : le vendeur
- Pierre Guyard : le musicien
- Jean-Francis Held : Raymond
- Marc Jeny : le technicien
- Albert Le Prince : le créatif
- Yves Moutet : le programmateur
- Marcel Philippot : le client
- Nicolas Sempé : le coursier
- Jean-Rémy Zamponi : technicien voiture radio

### Non crédité
- Thierry Lhermitte : l'auditeur étranger de l'émission de nuit

## Personnages
- Ferdinand : homme âgé d'une trentaine d'années et pas très présentable, il occupe un loft sordide en banlieue (vraisemblablement situé dans le Val-de-Marne…). Il survit tant bien que mal à l'aide de boulots éphémères, avec un savoir-faire dont quiconque peut douter. Cependant, il se révèle être un fin dessinateur d'architecture navale : il aime concevoir des bateaux destinés à la pêche et a même commencé la construction d'un trimaran spécialement destiné à cette activité, projet avancé qui restera à jamais inachevé. Il se déplace au volant d'une Peugeot 404 commerciale dont l'état général laisse à désirer, avec laquelle il envisage sans crainte, de voyager pour son périple routier à destination de Bangkok.

- Bonnie : animatrice de Radio 1 d'apparence sexy et manifestement carriériste, elle vit dans un appartement à la décoration branchée. D'abord sous l'emprise de son compagnon d'animation, elle tient à s'affirmer au sein de la station et s'apprêtera à créer une nouvelle émission avec l'aide (de loin…) de François-Albert. Lors d'une énième dispute avec Ferdinand, elle révèle avoir vécu dans la pauvreté durant toute son enfance.

- François-Albert : il est dirigeant d'un des départements de Radio 1. Dans la pratique, il représente davantage l'archétype du responsable peu impliqué dans son travail tout en gagnant très bien sa vie. Hypocondriaque, il parvient à se faire hospitaliser pour une simple brûlure au doigt, ce qui suffit à le laisser dans un état second. Il vit dans un appartement coquet à Garches où l'on peut le voir avec Bonnie dans une voiture de collection transformée en lit au milieu de son salon.

- Joël : ami de Ferdinand aussi macho que railleur, il est dépanneur et mécanicien automobile à son compte dans un garage assez vague de la banlieue parisienne. Il roule au volant d'une superbe voiture de sport des années 1960 et vit avec une jeune femme qui s'avère être d'allures des plus provocatrices. Pour ses prochains, il prouve sans complexe ses talents professionnels pour truquer ou voler des voitures, ce qui lui vaudra plus tard la visite mémorable d'une brigade de police.

- Léa : elle est l'ex-compagne de Ferdinand qui a été délaissée par ce dernier et dont les relations demeurent tendues. Elle laisse facilement exploser sa colère, en particulier lorsqu'il tente d'obtenir de sa part le remboursement d'un réfrigérateur prétendument acheté lors de leur vie en couple. Outrée, elle lui rend immédiatement cet appareil ménager et chasse définitivement son ex-compagnon qui doit tant bien que mal transporter son lourd chargement à l'aide… d'un vélo !

## Autour du film
Le jeu itinérant animé par Bonnie Roulez avec Radio 1 est librement inspiré du jeu Europe Stop diffusé sur Europe 1 pendant les  années 1970 et les années 1980. Par ailleurs, le film reproduit assez fidèlement le monde de la radio parisienne des années 80. 
Pendant l'émission de nuit animée par Sophie (Michèle Moretti), un auditeur au fort accent espagnol ou portugais passe à l'antenne pour exprimer ses déboires. On peut aisément reconnaître que la voix de l'auditeur est celle de Thierry Lhermitte, l'acolyte et l'ami de Gérard Jugnot et Anémone.
Le rôle tenu par Anémone fut d'abord proposé à Isabelle Adjani mais celle-ci refusa (interview d'Anémone dans Les Archives de la RTS en 1987).